# Bebenhausen
Bebenhausen est un village de l'arrondissement de Tübingen dans la région du Bade-Wurtemberg (Allemagne).

## Population
La population y est de 347 habitants.

## Historique
Le roi Guillaume II de Wurtemberg y a habité jusqu'à sa mort en 1921, et sa femme Charlotte de Schaumburg-Lippe jusqu'à sa mort en 1946. 
Bebenhausen a été rattaché à l'arrondissement de Tübingen en 1974.